# Hans Kahle
Hans Kahle (Charlottenburg, Berlín, 22 de abril de 1899 - Ludwigslust, 1 de septiembre de 1947) fue un militar, periodista y político comunista alemán. Destacó por su participación en la guerra civil española, en la que tuvo una competente actuación militar y llegó a tener el mando de varias unidades del Ejército Popular de la República.

## Biografía

### Militar y político en Alemania
Kahle ingresó muy joven en la escuela de cadetes del Káiser y, después, una vez incorporado al Ejército Imperial luchó como teniente en la Primera Guerra Mundial. Tras la derrota alemana se incorporó a las filas de los revolucionarios espartaquistas dirigidos por Karl Liebknecht y Rosa Luxemburgo y a partir de 1920 era ya militante del Partido Comunista de Alemania (KPD).
La llegada al poder de los nazis, en enero de 1933, obligó a Kahle a huir al exilio, primero en Suiza y luego en Francia, donde se mantuvo como cuadro de la Komintern.

### Guerra civil española
En 1936, tras el estallido de la guerra civil española, fue enviado a España para luchar en el bando republicano. A finales de octubre ya se encontraba integrado en las Brigadas Internacionales y como jefe del Batallón Edgar André (anteriormente denominado Batallón Hans Kahle), distinguiéndose especialmente durante la Batalla de Madrid. Por sus acciones militares en la Defensa de la capital fue recompensando y a partir de noviembre de 1936 estuvo al mando de la XI Brigada Internacional en sustitución del austrohúngaro Emilio Kléber.
Al mando de esta brigada participó en la Segunda batalla de la carretera de La Coruña, donde la unidad tuvo fuertes bajas. Posteriormente participaría, junto a Enrique Líster, en la derrota de los fascistas italianos durante la Batalla de Guadalajara. Después de esta batalla dejó la dirección de los voluntarios internacionales y a mediados de 1937 se convirtió en el comandante en jefe de la 17.ª División, siendo de los pocos "internacionales" que mandó una unidad española del Ejército regular. Desde octubre de 1937 estuvo al mando de la 45.ª División internacional, volviendo a sustituir a Kléber una vez más. En el verano de 1938, todavía al mando de la 45.ª División, participó activamente en la Ofensiva del Ebro.

### Últimos años
Tras la retirada de los brigadistas de España marchó a Francia, Canadá y posteriormente a Gran Bretaña, donde trabajó como periodista y propagandista. Participaría en algunas operaciones del Ejército Rojo durante la Segunda Guerra Mundial en contra de sus propios compatriotas.
A comienzos de 1946 se trasladó a la Zona de ocupación soviética (la posterior República Democrática Alemana). Murió al año siguiente en la ciudad de Ludwigslust.

## Obras
Durante los años de la II Guerra Mundial escribió algunos libros:
- Under Stalin's command. A review of Soviet strategy and tactics, Russia Today Society, Londres 1943.
- They plotted against Hitler. The story behind the attempt on Hitler’s life, I.N.G. Publications, Londres 1944.
- One triumphant Year. A uniqe survey of Red Army successes. 26. anniversary of the Red Army, Russia Today Society, Londres 1944.
- Stalin, the soldier, Metcalfe & Cooper, Londres 1945.